# Syzetoninus inconspicuus
Syzetoninus inconspicuus es una especie de coleóptero de la familia Aderidae.

## Distribución geográfica
Habita en Australia.